# Kapelski Vrh (Chorwacja)
Kapelski Vrh – wieś w Chorwacji, w żupanii krapińsko-zagorskiej, w gminie Kraljevec na Sutli. W 2011 roku liczyła 103 mieszkańców.